# Чивитела Паганико
Чивитѐла Пага̀нико (на италиански: Civitella Paganico) е община в централна Италия, провинция Гросето, регион Тоскана. Разположена е на 329 m надморска височина. Населението на общината е 3272 души (към 2012 г.).
Административен център е селото Чивитела Маритима (Civitella Marittima)